# Stina Ekblad
Stina Ekblad (født 26. februar 1954 i Solf, Finland) er en finlandssvensk skuespiller. Sit gennembrud på film fik hun i Mai Zetterlings Amorosa (1986). Hun er uddannet ved Odense Teater (1975).
I Danmark har hun medvirket i film og på TV. Blandt andet i tv-serien Krøniken (2003-2006), hvor hun spillede Karin, Kaj Holger Nielsens svenske hustru og mor til Erik og Søs, samt i 2. sæson af tv-serien Borgen, afsnit 9 og 10 (2011).
På teatret har hun senest fremført Dantes Guddommelige Komedie i Staffan Valdemar Holms og Bente Løkke Møllers iscenesættelse på Teater République i København (januar 2019).
Ekblad medvirket i den danske film fra 1982: Thorvald og Linda, hvor hun spillede Linda, som møllerens kone.

## Udvalgt filmografi
- Thorvald og Linda (1982)
- Fanny og Alexander (1982)
- Strindberg - et liv (tv-serie, 1985)
- Store illusioner (1985)
- Min elskede - Amorosa (1986)
- Slangens vej (1986)
- Livsfarlig film (1988)
- Notater om kærligheden (1989)
- Kaninmannen (1990)
- Agnes Cecilia (1991)
- Freud flytter hjemmefra (1991)
- Min fynske barndom (1994)
- Pensionat Oskar (1995)
- Tøsepiger (1996)
- Sekten (1997)
- Aspiranterne (tv-serie, 1998)
- Manden som ikke ville dø (1999)
- Magnetisørens femte vinter (1999)
- Skærgårdsdoktoren (tv-serie, 2000)
- Troløs (2000)
- Gossip (2000)
- Så hvid som sne (2001)
- Beck (tv-serie, 2001)
- Suxxess (2002)
- Afgrunden (2003)
- De fem benspænd (2003)
- Krøniken (tv-serie, 2004-2007)
- Blodsbrødre (2005)
- Wallander (tv-serie, 2005-2013)
- Hjemve (2007)
- Livet i Fagervik (tv-serie, 2007-2008)
- En rationel løsning (2009)
- Pax (2011)
- Borgen (tv-serie, 2011)
- Ballerina (dokumentar, 2012)
- Den skaldede frisør (2012)
- Kommissæren og havet (tv-serie, 2013)
- Tykkere end vand (tv-serie, 2014-2020)
- Skammerens datter (2015)
- Rebecka Martinsson (tv-serie, 2017)
- QEDA (2017)
- Slangens gave (2019)
- Madklubben (2020)
- Honour (tv-serie, 2021-2022)
- Esthers orkester (2022)
- 100 årstider (2023)
- En dag og en halv (2023)